# Série homologue
En chimie, une série homologue est une série de composés partageant une formule générale similaire, possédant des propriétés chimiques similaires par la présence d'un même groupe fonctionnel et montrant une gradation de leurs propriétés physiques résultant d'un accroissement de leur taille moléculaire et de leur masse. Par exemple, dans la série des alcanes, l'éthane possède un point d'ébullition plus élevé que le méthane car il existe plus de forces de van der Waals (forces intermoléculaires) entre ses molécules qu'entre celles du méthane, ceci résultant de l'accroissement du nombre d'atomes constituant la molécule. Ce concept a été introduit par Charles Frédéric Gerhardt mais c'est Jean-Baptiste Dumas qui a noté la progression des propriétés physiques en mesurant ces propriétés pour les alcools et les acides carboxyliques.
Les alcanes, les alcènes, les éthers ou encore les alcynes forment des séries homologues dont les membres ne diffèrent que par une masse de quatorze unités de masse atomique.
Même si la formule générale reste constante dans une série analogue, certains membres spécifiques peuvent avoir des structures différentes ou des propriétés totalement différentes même si qualitativement, la réactivité reste généralement la même.
| Série homolgue          | Formule générale    | Premiers éléments de la série                                                                                               | Groupe fonctionnel |
| ----------------------- | ------------------- | --- | ------------------ |
| Alcanes linéaires       | CnH2n+2 (n ≥ 1)     | Méthane (CH4) Éthane (C2H6) Propane (C3H8) Butane (C4H10)                                                                   | -                  |
| Perfluorocarbures (PFC) | CnF2n+2 (n ≥ 1)     | Tétrafluorométhane (CF4) Hexafluoroéthane (C2F6) Octafluoropropane (C3F8) Décafluorobutane (C4F10)                          | -                  |
| Groupes alkyle          | CnH2n+1 (n ≥ 1)     | Méthyle (CH3) Éthyle (C2H5) Propyle (C3H7) Butyle (C4H9)                                                                    | -                  |
| Alcènes                 | CnH2n (n ≥ 2)       | Éthène (C2H4) Propène (C3H6) Butène (C4H8)                                                                                  | C = C              |
| Alcynes                 | CnH2n-2 (n ≥ 2)     | Éthyne (C2H2) Propyne (C3H4) Butyne (C4H6)                                                                                  | C ≡ C              |
| Alcools                 | CnH2n+1OH (n ≥ 1)   | Méthanol (CH3OH) Éthanol (C2H5OH) Propanol (C3H7OH) Butanol (C4H9OH)                                                        | - OH               |
| Acides carboxyliques    | CnH2n+1COOH (n ≥ 0) | Acide méthanoïque (HCOOH) Acide éthanoïque (CH3COOH) Acide propanoïque (C2H5COOH) Acide butanoïque (C3H8COOH)               | - COOH             |
| Aldoses                 | CnH2nOn (n ≥ 3)     | Glycéraldéhyde (C3H6O3) Aldotétrose (érythrose, thréose) (C4H8O4) Aldopentose (ribose, arabinose, xylose, lyxose) (C5H10O5) | -                  |

Une réaction d'homologation est une réaction chimique qui convertit un membre d'une série homologue en membre suivant.

## Séries homologues inorganiques
Même si le concept de série homologue est particulièrement utilisé en chimie organique, il n'est pas restreint. Les oxydes de titane, les oxydes de vanadium et les oxydes de molybdène forment des séries homologues (par exemple VnO2n-1 pour 2 < n < 10), tout comme les silanes (SinH2n+2, 1 < n < 8), analogues structuraux siliciés des alcanes (CnH2n+2) ou encore les boranes (BnHm, n, m = entiers) ou les phosphines (PnHn+m, n = entier, m = 2, 0, −2, −4, −6, etc.).